# Abdiel Ayarza
Abdiel Armando Ayarza Cocanegra (Colón, Panamá; 12 de septiembre de 1992) es un futbolista panameño. Juega como mediocentro y su equipo actual es The Strongest de la Primera División de Bolivia.

## Trayectoria

### Colón C-3 FC
Se formó en las categorías inferiores del Colón C-3 Fútbol Club en donde debutó en la Liga Nacional de Ascenso Apertura 2012 en donde fueron eliminados en los cuartos de final contra el Atlético Veragüense. Jugó en la Liga Nacional de Ascenso Clausura 2013 en donde fueron eliminados en los cuartos de final. Jugó en la Liga Nacional de Ascenso Apertura 2013 en donde quedaron eliminados en la fase de grupos en donde quedaron en la quinta posición del grupo A quedándose a un pase de la clasificación a los cuartos de final. Jugó en la Liga Nacional de Ascenso Clausura 2014 en donde fueron eliminados en los cuartos de final en un marcador global de 1 a 4 contra el Atlético Chiriquí. Jugó la Liga Nacional de Ascenso Apertura 2014 en donde fueron eliminados en los cuartos de final en un marcador global de 1 a 3 contra el SUNTRACS FC. Fue subcampeón de la Liga Nacional de Ascenso Clausura 2015 en donde perdieron la final 2 a 1 contra el SUNTRACS FC en el Estadio Maracaná de Panamá. Jugó la LNA Apertura 2015 en donde quedaron en la undécima posición de la Tabla General. Fue subcampeón del Ascenso LPF Clausura 2016 en donde perdieron la final 1 a 0 contra el Atlético Veragüense en el Estadio Maracaná de Panamá. Jugó el Ascenso LPF Apertura 2016 en donde fueron eliminados en los cuartos de final en un marcador global de 3 a  1 contra el Deportivo Municipal San Miguelito.

### Santa Gema FC
El 1 de enero de 2017 fue anunciado como nuevo jugador del Santa Gema FC. Debutó con el club el 15 de enero de 2017 en la victoria 3 a 1 contra el SD Atlético Nacional en el Estadio Agustín Muquita Sánchez en donde fue suplente y entró al minuto 73 por Justo Carillo. Salió campeón de la Copa Cable Onda Satelital 2016-2017 en donde le ganaron la final 2 a 1 contra el CD Centenario en el Estadio Maracaná de Panamá en donde jugó en la final. En la LPF Clausura 2017 jugó 11 partidos en donde quedaron en la novena posición. En la LPF Apertura 2017 jugó 12 partidos y anotó 1 gol en donde nuevamente quedó en la novena posición. En la LPF Clausura 2018 jugó 14 partidos en donde quedaron en la novena posición. En el Torneo Apertura 2018 jugó 16 partidos y anotó 2 goles en donde quedaron en la séptima posición quedado a un paso de la Clasificación a las Semifinales.

### CA Independiente
El 1 de enero de 2019 fue anunciado como nuevo jugador del Club Atlético Independiente de La Chorrera. Debutó con el club el 10 de febrero de 2019 en la victoria 2 a 1 contra el CD Plaza Amador en el Estadio Agustín Muquita Sánchez en donde fue suplente y entró al minuto 67 por Joseph Rosales. En la Liga de Campeones de la Concacaf 2019 jugó 4 partidos en donde fueron eliminados en los cuartos de final tras perder en un marcador global de 2 a 4 contra el Sporting Kansas City en donde jugó en los 2 partidos. Salió campeón del Torneo Clausura 2019 en donde le ganaron la final 1 a 4 por penales tras quedar 1 a 1 en tiempos extras contra el San Francisco FC en el Estadio Rommel Fernández en donde fue titular marcó el único gol del equipo y jugó todo el partido, en dicho torneo jugó 13 partidos y anotó 2 goles. En la Liga Concacaf 2019 jugó 4 partidos en donde fueron eliminados en cuartos de final tras perder en un marcador global de 2 a 4 contra el Deportivo Saprissa en donde jugó en los 2 partidos. En el Torneo Apertura 2019 jugó 11 partidos y anotó 1 gol en donde fueron eliminados en la semifinales tras perder en un marcador global de 0 a 3 contra el Tauro FC en donde jugó en los 2 partidos.

### Club Cienciano
El 24 de diciembre de 2019 fue anunciado su cesión al Club Cienciano de Perú. Ayarza hizo su debut profesional con Cienciano el 2 de febrero de 2020 en una derrota por 2 a 1 en la Primera División peruana contra la Academia Deportiva Cantolao en el Estadio Miguel Grau en donde fue titular y jugó hasta el minuto 75 por le sacaron tarjeta roja. En la Liga 1 2020 jugó 21 partidos y anotó 6 goles en donde quedaron en la novena posición de la Tabla Acumulada quedándose a un paso de clasificarse a la copa sudamericana. En la Liga 1 2021 jugó 21 partidos y anotó 9 goles en donde quedaron en la sexta posición de la Tabla acumulada clasificándose a la Primera fase de la Copa Sudamericana 2022.

### Cusco FC
El 11 de noviembre de 2021 fue anunciado como nuevo jugador del Cusco FC. Debutó con el club el 3 de abril de 2022 en la derrota 1 a 0 contra el Unión Comercio en el Estadio Municipal Carlos Vidaurre García en donde fue titular y jugó todo el partido. Salió campeón de la Liga 2 2022 en donde jugó 19 partidos y anotó 12 goles en donde salieron campeón por a ver quedado de primer lugar en los 2 torneos cortos así ascendiendo a la Primera División. En la Liga 1 2023 jugó 33 partidos y anotó 9 goles en donde quedaron en la novena posición quedándose a un paso de clasificarse a la Fase Preliminar de la Copa Sudamericana 2024.

### Club Cienciano
El 31 de diciembre de 2023 fue anunciado su regreso al Club Cienciano siendo esta su segunda etapa con el club. Disputó su primer partido tras su regreso el 27 de enero de 2024 en la victoria 1 a 0 contra el Comerciantes Unidos en el Estadio Inca Garcilaso de la Vega en donde fue titular, marco el gol del triunfo al minuto 19 y jugó todo el partido.

## Selección nacional

### Categorías inferiores
El 11 de julio de 2019 fue convocado por la selección sub-22 de Panamá para jugar los Juegos Panamericanos de 2019 en donde no tenía la edad pero el torneo permite tres refuerzos pasado de la edad, en dichos jugos disputó 4 partidos y anotó 1 gol en donde quedaron en la quinta posición tras ganar 4 a 0 contra Jamaica en el Estadio de la Universidad Nacional Mayor de San Marcos en donde fue titular, anotó el tercer gol al minuto 26 y jugó todo el partido.

### Selección absoluta
Ayarza hizo su debut con la selección absoluta de Panamá el 15 de octubre de 2019 en la derrota por 3-1 de la Liga de Naciones Concacaf contra México en el Estadio Azteca en donde fue suplente y entró al minuto 46 por Rolando Botello. En la Liga de Naciones de la Concacaf 2019-20 jugó 2 partidos en donde quedaron eliminados en la fase de grupos en donde quedaron en la segunda posición del grupo B clasificándose a la copa oro. Marcó su primer gol en un partido amistoso que terminó con una victoria por 1-0 sobre Costa Rica el 10 de octubre de 2020, y el segundo tres días después, contra el mismo oponente y con el mismo resultado. En la Copa de Oro de la Concacaf 2021 jugó 3 partidos y dio 1 asistencia en donde quedaron eliminados en la fase de grupos en donde quedaron en la tercera posición del grupo D. en la Clasificación de Concacaf para la Copa Mundial de Fútbol de 2022 jugó 13 partidos y dio 1 asistencia en donde quedaron en la quinta posición de la octagonal final quedándose a un paso del repechaje. En la Liga de Naciones de la Concacaf 2022-23 estuvo como suplente en 4 partidos en donde quedaron en el cuarto lugar tras perde 1 a 0 contra México en el Allegiant Stadium en donde no estuvo convocado. En la Liga de Naciones de la Concacaf 2023-24 jugó 3 partidos y anotó 1 gol en donde quedaron nuevamente en el cuarto lugar esta vez perdiendo 0 a 1 contra Jamaica en el AT&T Stadium en donde fue suplente y entró al minutó 68 por Roderick Miller. En la Copa América 2024 jugó 4 partidos y dio 1 asistencia en donde fueron eliminados en los cuartos de final en donde perdieron 5 a 0 contra Colombia en el State Farm Stadium en donde suplente y entró al minuto 62 por Cristian Jesús Martínez.

### Participaciones en selección nacional
| Copa                      | Categoría | Sede           | Resultado        | Partidos | Goles |
| ------------------------- | --------- | -------------- | ---------------- | -------- | ----- |
| Juegos Panamericanos 2019 | Sub-22    | Perú           | Quinto lugar     | 4        | 1     |
| Liga de Naciones 2019-20  | Mayor     | Concacaf       | Fase de grupos   | 2        | 0     |
| Copa Oro 2021             | Mayor     | Estados Unidos | Fase de grupos   | 3        | 0     |
| Liga de Naciones 2022-23  | Mayor     | Concacaf       | Cuarto lugar     | 0        | 0     |
| Liga de Naciones 2023-24  | Mayor     | Concacaf       | Cuarto lugar     | 3        | 1     |
| Copa América 2024         | Mayor     | Estados Unidos | Cuartos de final | 4        | 0     |

### Goles internacionales
| Gol | Fecha                 | Lugar                                       | Oponente   | Anotación | Resultado | Competición              |
| --- | --------------------- | ------------------------------------------- | ---------- | --------- | --------- | ------------------------ |
| 1   | 10 de octubre de 2020 | Estadio Nacional, San José, Costa Rica      | Costa Rica | 0-1       | 0-1       | Amistoso                 |
| 2   | 13 de octubre de 2020 | Estadio Nacional, San José, Costa Rica      | Costa Rica | 0-1       | 0-1       | Amistoso                 |
| 3   | 16 de enero de 2021   | Estadio Nacional del Perú, Lima, Perú       | Perú       | 1-1       | 1-1       | Amistoso                 |
| 4   | 17 de octubre de 2023 | Estadio Rommel Fernández, Juan Díaz, Panamá | Guatemala  | 3-0       | 3-0       | Liga de Naciones 2023-24 |

## Clubes
| Club                      | Año           | Div.          | Liga  | Liga  | Copa Nacional | Copa Nacional | Copa Internacional | Copa Internacional | Total | Total |
| Club                      | Año           | Div.          | Part. | Goles | Part.         | Goles         | Part.              | Goles              | Part. | Goles |
| ------------------------- | ------------- | ------------- | ----- | ----- | ------------- | ------------- | ------------------ | ------------------ | ----- | ----- |
| Santa Gema FC · Panamá    | 2016-17       | 1.a           | 11    | 0     | -             | -             | -                  | -                  | 11    | 0     |
| Santa Gema FC · Panamá    | 2017-18       | 1.a           | 26    | 1     | -             | -             | -                  | -                  | 26    | 1     |
| Santa Gema FC · Panamá    | 2018          | 1.a           | 16    | 2     | -             | -             | -                  | -                  | 16    | 2     |
| Santa Gema FC · Panamá    | Total         | Total         | 53    | 3     | 0             | 0             | 0                  | 0                  | 53    | 3     |
| CA Independiente · Panamá | 2019          | 1.a           | 24    | 3     | -             | -             | 8                  | 2                  | 32    | 5     |
| CA Independiente · Panamá | Total         | Total         | 24    | 3     | 0             | 0             | 8                  | 2                  | 32    | 5     |
| Cienciano · Perú          | 2020          | 1.a           | 21    | 6     | -             | -             | -                  | -                  | 21    | 6     |
| Cienciano · Perú          | 2021          | 1.a           | 22    | 9     | -             | -             | -                  | -                  | 22    | 9     |
| Cienciano · Perú          | Total         | Total         | 43    | 15    | 0             | 0             | 0                  | 0                  | 43    | 15    |
| Cusco FC · Perú           | 2022          | 2.a           | 19    | 12    | -             | -             | -                  | -                  | 19    | 12    |
| Cusco FC · Perú           | 2023          | 1.a           | 33    | 9     | -             | -             | -                  | -                  | 33    | 9     |
| Cusco FC · Perú           | Total         | Total         | 52    | 21    | 0             | 0             | 0                  | 0                  | 52    | 21    |
| Cienciano · Perú          | 2024          | 1.a           | 17    | 4     | -             | -             | -                  | -                  | 17    | 4     |
| Cienciano · Perú          | Total         | Total         | 17    | 4     | 0             | 0             | 0                  | 0                  | 17    | 4     |
| The Strongest · Bolivia   | 2024          | 1.a           | 11    | 4     | -             | -             | 2                  | 0                  | 13    | 4     |
| The Strongest · Bolivia   | Total         | Total         | 11    | 4     | 0             | 0             | 2                  | 0                  | 13    | 4     |
| Total Carrera             | Total Carrera | Total Carrera | 200   | 50    | 0             | 0             | 10                 | 2                  | 210   | 52    |

## Palmarés

### Campeonatos nacionales
| Título           | Club             | País   | Año     |
| ---------------- | ---------------- | ------ | ------- |
| Torneo de Copa   | Santa Gema FC    | Panamá | 2016-17 |
| Primera División | CA Independiente | Panamá | 2019-C  |
| Liga 2           | Cusco FC         | Perú   | 2022    |

### Distinciones individuales
| Distinción                                                     | Año  |
| -------------------------------------------------------------- | ---- |
| Mejor jugador de la Primera División de Panamá 2018-2019       | 2019 |
| Equipo ideal de la Liga 1 según Dechalaca.com                  | 2020 |
| Mejor once de la Liga 1 según la SAFAP                         | 2020 |
| Preseleccionado como mejor jugador de la Liga 1 según la SAFAP | 2020 |